# François Coignet

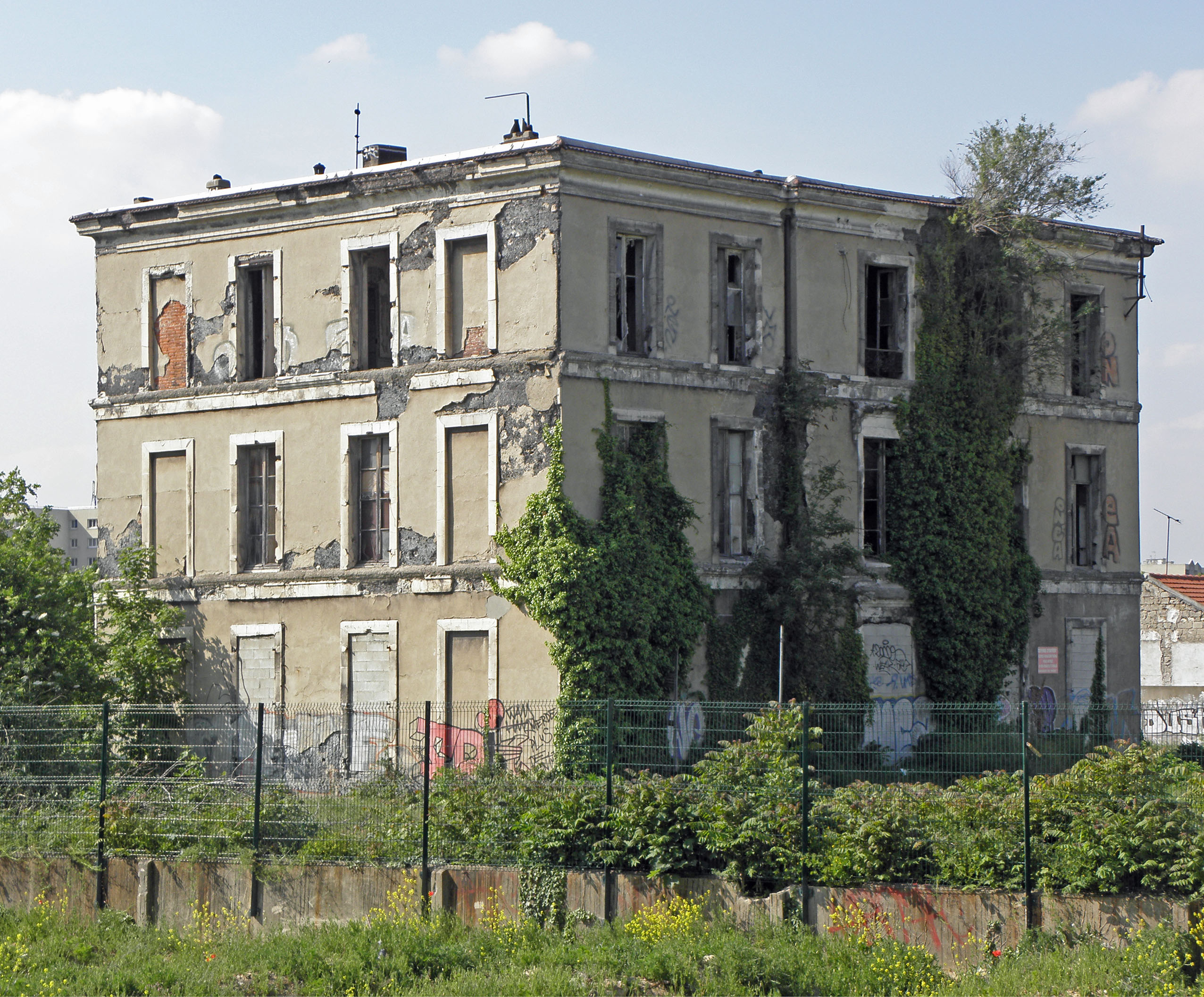
Maison Coignet in Saint-Denis, 1853 (Rückansicht, Zustand 2010)

Jean François Coignet (* 11. Februar 1814 in Lyon; † 30. Oktober 1888 in Saint-Denis) war ein französischer Unternehmer und Bauingenieur. Er war ein Pionier des Betonbaus.

## Familie und berufliche Anfänge
Der Vater von François Coignet stammte aus Lyon, war Drogist und hatte dort zusammen mit seinem Schwiegervater 1818 eine Chemiefabrik gegründet. Hier wurde zu Beginn Gelatine hergestellt, später auch Glutinleim und Noir animal, ein organischer Dünger aus Resten der Leimproduktion, sowie Ammoniak und Phosphorverbindungen. Die Produktpalette deutet darauf hin, dass hier Tierknochen verwertet wurden. Aus dem Phosphor wurden Düngemittel und Streichhölzer hergestellt.
François Coignet wurde in der École de la Martinière in Lyon mit wissenschaftlich-technischem Schwerpunkt, auch in Chemie, ausgebildet und begann anschließend in der chemischen Fabrik der Familie in Lyon zu arbeiten.
François Coignet heiratete 1837 seine erste Frau, Célestine Delorme, die 1846 starb. Er heiratete daraufhin 1850 Clarisse Gauthier, eine Nichte von Clarisse Vigoureux, der langjährigen Begleiterin von Victor Considerant. Aus dieser zweiten Ehe stammte Edmond Coignet (1856–1915).

## Politisches und Soziales Engagement
Coignet war ein Anhänger des Sozialreformers und Frühsozialisten Charles Fourier. Er veröffentlichte mehrere Reformvorschläge vor allem zu Kreditwesen und Handel, die teilweise auch auf Deutsch erschienen. Im Gegensatz zu Fourier ging es ihm nicht um Sozialutopien, sondern um praktische Verbesserungen, um Versicherungen, billige Kredite, Förderung der Landwirtschaft und den Ausbau der Eisenbahn. Er unterstützte die Februarrevolution 1848, die die Zweite Republik einführte, und engagierte sich in der republikanischen Commission pour l’organisation du travail in Lyon, deren von Coignet unterzeichnetes Positionspapier 1848 der konstituierenden Versammlung in Paris vorgelegt wurde. Nach dem Scheitern der Zweiten Republik sah sich Coignet im konservativen Lyon isoliert und zog 1851 mit seiner zweiten Frau, die seine politischen Ansichten teilte, nach St. Denis bei Paris, wo die Firma eine Filiale betrieb.

## Beruflicher Werdegang

### Das Familienunternehmen Coignet
Nach dem Tod des Vaters übernahm François Coignet 1846 mit seinen Brüdern Louis (* 1819) und Stéphane (* 1820) die Leitung der Firma, die daraufhin in Société Coignet père et fils umfirmierte. Die Fabrik expandierte in ganz ungewöhnlichem Umfang. Das Aktienvermögen belief sich auf:
| Jahr | Aktienkapital | Anmerkung                            |
| ---- | ------------- | ------------------------------------ |
| 1818 | 030.000       |                                      |
| 1857 | 0857.000      |                                      |
| 1867 | 5.600.000     | 1868 betrug der Umsatz 8 Mio. Francs |
| 1878 | 6.000.000     |                                      |

Die Fabrik diversifizierte Produktpalette und Absatzmärkte, auf dem Gebiet der Phosphorherstellung war sie in Frankreich marktbeherrschend. An dem Erfolg wesentlich beteiligt war auch, dass sie das französische Patent von Johan Edvard Lundström (1815–1888) für Sicherheitsstreichhölzer kaufte und verwertete.

### Beton
Ab Mitte der 1840er Jahre experimentiert Coignet mit einem nach dem Vorbild des Stampflehms entwickelten Stampfbeton, den er als Beton aggloméré bezeichnete. Er patentierte zahlreiche Verfahrensweisen und Anwendungsfälle, etwa im Hausbau, aber auch für öffentliche Projekte wie den Eisenbahn- und Wasserbau, Küstenschutz und für Verteidigungsanlagen.
Ein Bericht in der Zeitschrift L’Ingénieur vom November 1855 anlässlich der Weltausstellung in Paris, auf der Coignet seinen Beton in begrenztem Umfang vorstellen durfte, bespricht die Vorteile des Materials und stellt dessen ökonomische Bedeutung heraus: Die massive Stützmauer aus Beton des Maison Coignet, des privaten Anwesens von François Coignet, kostete statt der üblicherweise zu veranschlagenden 18.000 Franc (in Ziegelbauweise) oder 35.000 Franc (in Stein) lediglich 5000 Franc.
Die neue Fabrik in St. Denis wurde weitgehend aus Beton errichtet, was angesichts der dort verarbeiteten, feuergefährlichen Chemikalien zugleich eine Werbung für einen der Vorteile des neuen Baumaterials war. Zu dem Komplex gehörten weiter Arbeiterwohnungen – selbstverständlich auch aus Beton (59–61, Rue Charles Michels). Um die Eignung des neuen, preiswerten Materials auch für Wohngebäude unter Beweis zu stellen, errichtete er 1852/53 sein von Théodore Lachèz entworfenes repräsentatives Haus in Saint-Denis (29 Boulevard de la Libération) in der Nähe der Fabrik ausschließlich aus Beton. Es steht seit 1998 als monument historique als Kulturdenkmal unter Denkmalschutz.
Anfang der 1860er Jahre gründete er eine neue Tochterfirma Société centrale des bétons agglomérés. Die Patente von Coignet zeigten bereits Bewehrungen aus Eisenstäben und Eisendrähten, kreuzweise angeordnet und angewandt bei der Fertigung von Decken, Rohren, Balken und Stützen. 1861 veröffentlichte er das erste Buch über Eisenbeton Les bétons agglomérés appliqué à l´art de construire. Er gilt daher als einer der Erfinder des Eisenbetons noch vor Joseph Monier. Er konnte große öffentliche Bauprojekte gewinnen, so etwa die Uferbefestigungsanlagen von Saint-Jean-de-Luz und den Bau des Aquäduktes über die Yonne für eine Wasserleitung nach Paris. Der Mittelbogen mit 40 Metern Spannweite gelang erst nach einem Einsturz, einem zweiten Versuch und zwei folgenden Reparaturen.

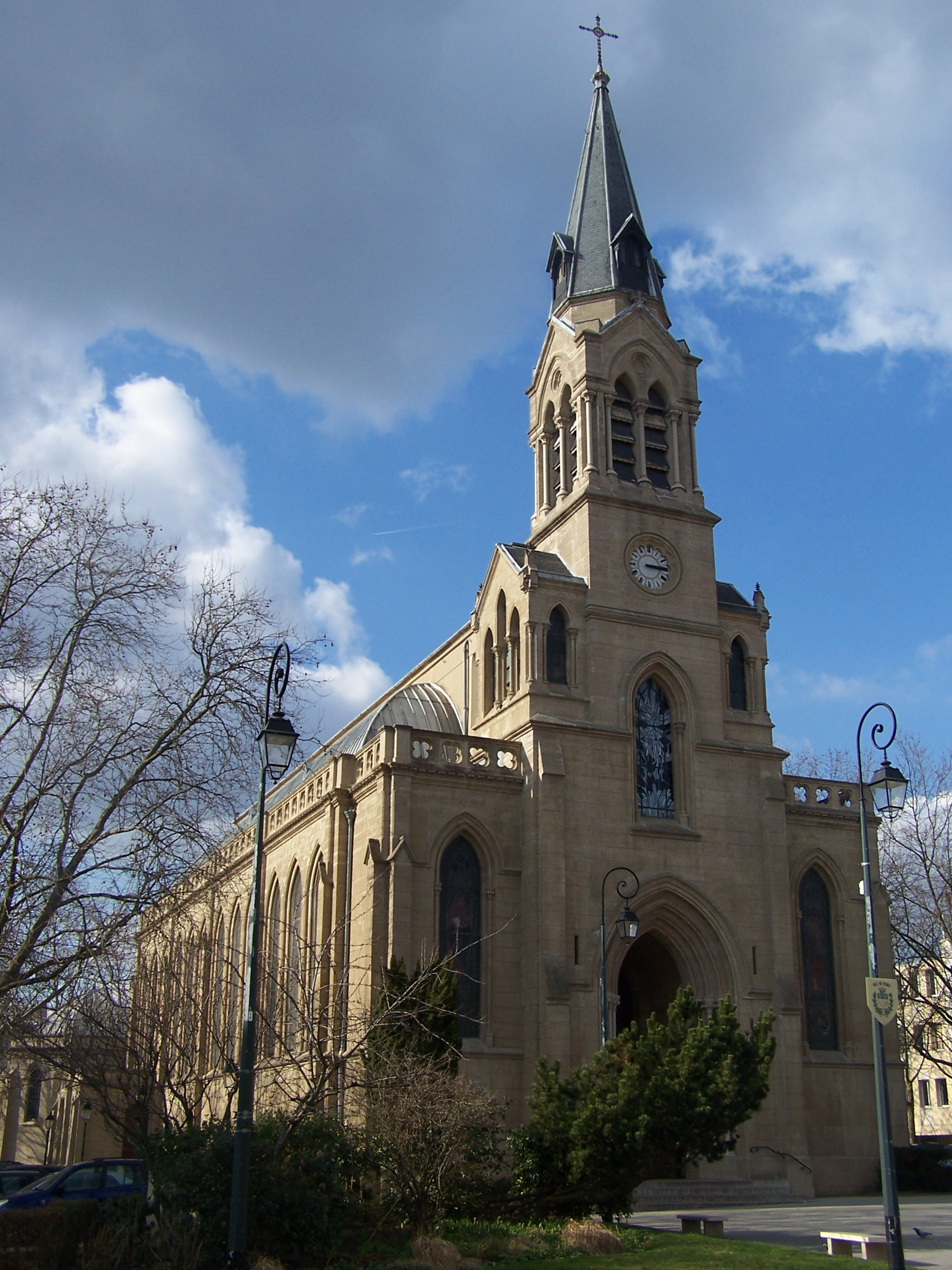
Sainte-Marguerite in Le Vésinet

Seine Unternehmertätigkeit begleitete Coignet mit zahlreichen Veröffentlichungen, die die Vorteile des Betons als Baustoff darstellten, zunächst mit kleineren Broschüren, dann 1861 mit Les bétons agglomérés, seinem Hauptwerk zu diesem Thema. Ein wichtiger Produktionszweig waren ornamentierte Fertigteile aus Kunststein, etwa Fenstergewände, Treppen oder Geländer, die aus Beton viel kostengünstiger herzustellen waren als aus behauenem Naturstein. Auch gelang es, den Beton einzufärben und farblich an Naturstein anzugleichen. Coignet profitierte ganz außerordentlich von der üppigen Baukonjunktur, die der Umbau von Paris durch Napoleon III. und Georges-Eugène Haussmann auslöste. Er lieferte 30 km Betonrohre für die Kanalisation von Paris und auch die 19 ha große Wanne für den Oberen See im Bois de Boulogne wurde von seiner Firma erstellt. Darüber hinaus lieferte er Betonrohre für die Kanalisationen in Lyon, Marseille, Bordeaux, Dieppe, Mulhouse und Odessa, insgesamt mehr als 300 km, und ließ sie verlegen.
Beim Bau der Kirche Sainte-Marguerite in Le Vésinet (1862–65) geriet Goignet mit dem Architekten, Louis-Auguste Boileau, aneinander. Das System Coignet war hier wohl entgegen den Wünschen des Architekten aus Kostengründen ausgewählt worden, um die Außenschale der Kirche herzustellen – tragend war eine autonome Eisenkonstruktion. Da der Beton sich durchfeuchtete, verfärbte und Schrumpfungsrisse aufwies, kritisierte Boileau das System Coignet als für architektonisches Bauen ungeeignet. Er ging sogar so weit, die gleiche Kirche in Montluçon nochmals zu bauen (Saint Paul), hier die Verkleidung aber zu mauern.

### Bauwerke (Auswahl)

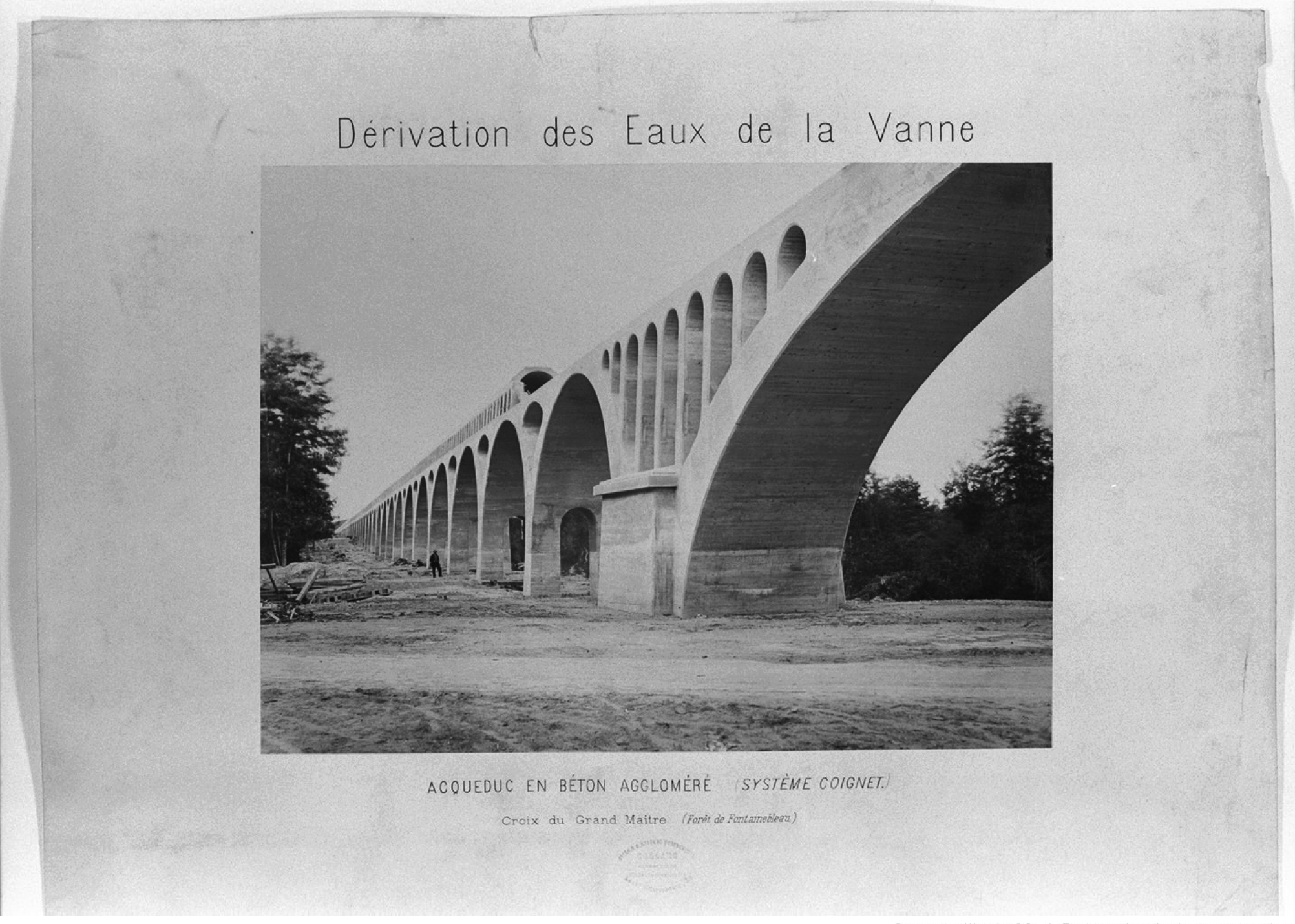
Aqueduc de la Vanne (Auguste Hippolyte Collard, 1870)

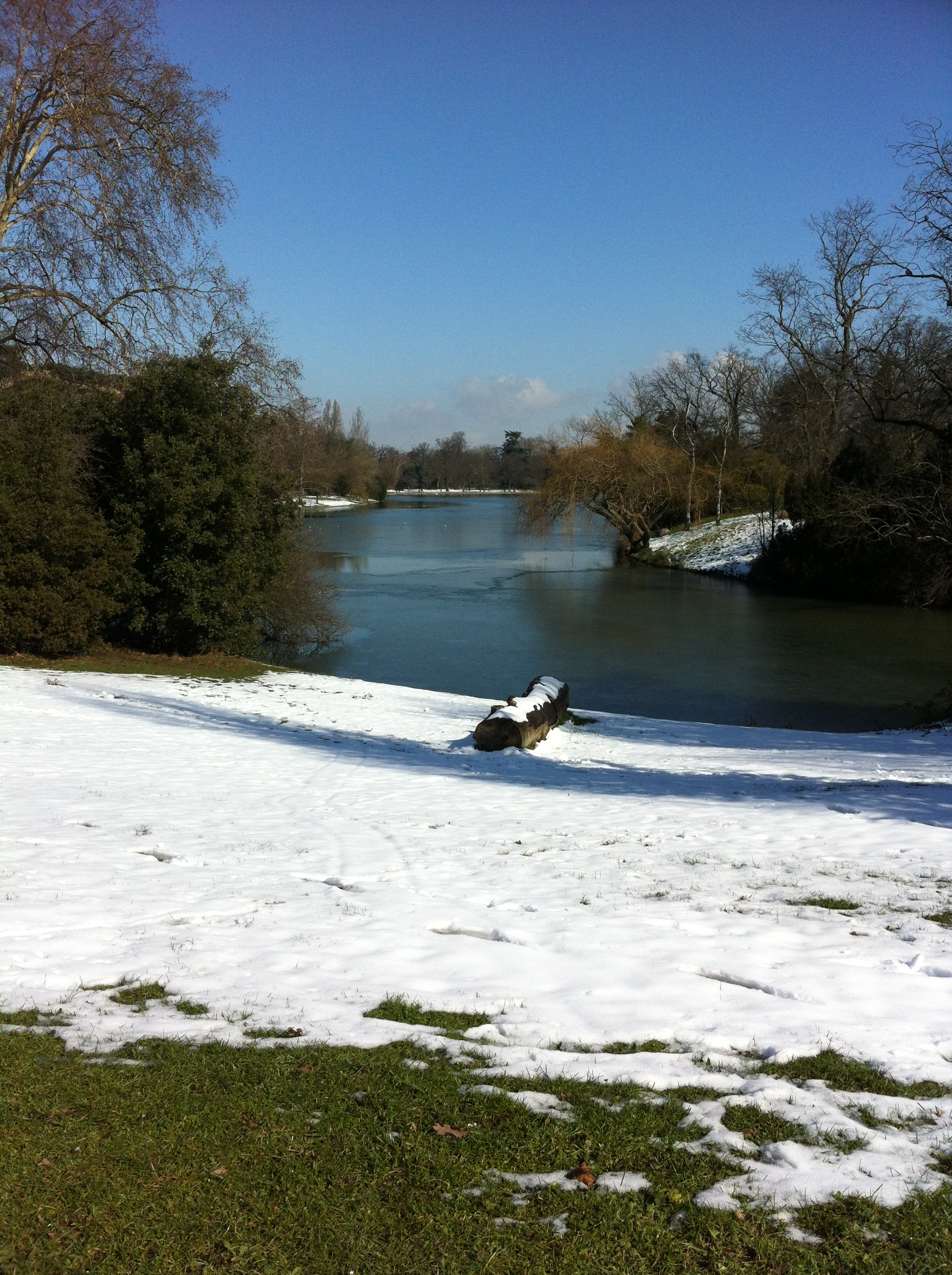
Oberer See im Bois de Boulogne

- 1852: Wohnhaus für den Bahnhofsvorsteher von Suresnes[29]
- 1853: Maison Coignet in Saint-Denis, 29 Boulevard de la Libération
- 1856: Arbeiterwohnhaus in Saint-Denis, 59-61 Rue Charles-Michels[30]
- 1857: Pavillon in Saint-Denis, 75 Rue Charles-Michels[31]
- ab 1857: Uferbefestigungen von Saint-Jean-de-Luz
- 1860–1875: Opéra Garnier, Fundament und Treppen[32]
- 1862–65: Kirche Sainte-Marguerite in Le Vésinet (Architekt: Louis-Auguste Boileau)[33][34]
- 1867: Fünfgeschossiges Wohnhaus, 92, Rue de Miromesnil, Paris[35][Anm. 3]
- 1868/69: Leuchtturm von Port Said (Höhe: 55 m)[35]
- Vor 1870: die 19 ha große Wanne für den Oberen See im Bois de Boulogne[36]
- 1870–1872: Aquädukt der Pariser Wasserleitung über die Yonne[37][35]
- 1872: Coignet Stone Company Building in New York (Architekt: William Field and Son)[38]
- Zweite Hälfte 1870er Jahre: Häuserblock 7, 9, 11, Rue Tocqueville / 9, 11, 13, Rue de la Terrasse / 16, 18, 20, Avenue des Villiers in Paris[39]

### Umstrukturierungen

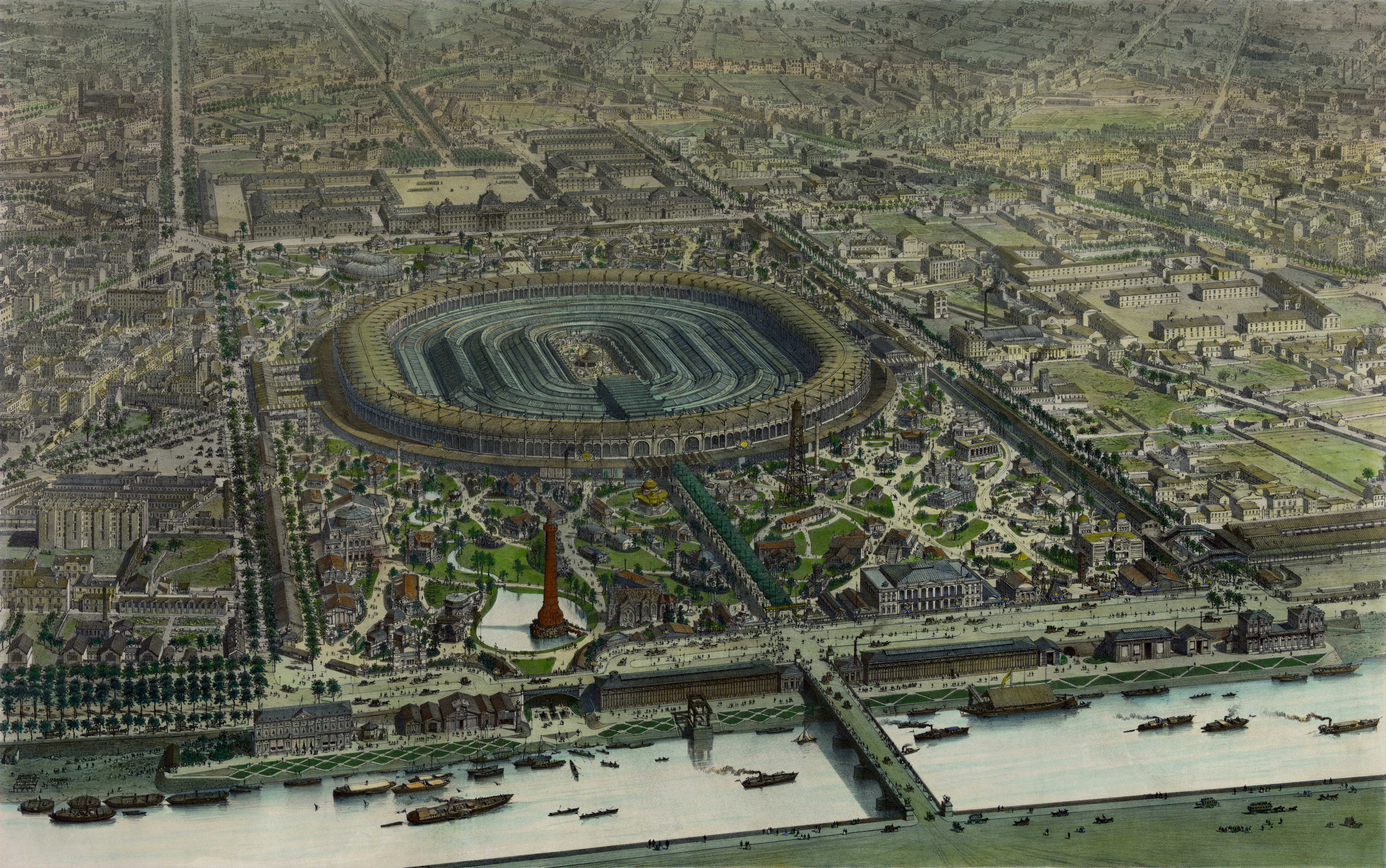
Das Ausstellungsgebäude der Weltausstellung 1867

1863 wurde das Betongeschäft aus dem Chemiegeschäft ausgegliedert und in der selbständigen Firma François Coignet, frères et Cie. gefasst. Diese wurde 1864 in Société centrale des bétons aggloméré système Coignet umbenannt, eine der ersten, die in Frankreich als Gesellschaft mit beschränkter Haftung verfasst war. 1867 war diese Gesellschaft mit dem Bau der Fundamente und der unterirdischen Lüftungsanlage des Ausstellungsgebäudes der Weltausstellung 1867 beschäftigt, als die Auftraggeberin, die Stadt Paris, auf Jahre ihre Zahlungen einstellte. Die Zwischenfinanzierung durch Kredite brachte die Firma in die roten Zahlen. Der 1870 ausgebrochene Deutsch-Französische Krieg brachte das Baugeschäft völlig zum Erliegen. Hinzu kam, dass die öffentliche Hand nach dem Desaster mit der Kirche Sainte-Marguerite in Le Vésinet sehr zurückhaltend wurde, Aufträge an Coignet zu vergeben. 1871 legte Coignet die Leitung der Gesellschaft nieder und schied aus. Das Baugeschäft wurde aufgegeben. Die Gesellschaft bestand wohl mit dem einzigen Geschäftszweck weiter, den Häuserblock Rue Tocqueville / Rue de la Terrasse / Avenue des Villiers in Paris zu verwalten. Die Chemiefabrik Coignet kaufte die Fabrik in St. Denis als Immobilie zurück.
1872 gründete François Coignet zusammen mit seinem Sohn Edmond die Firma Coignet Père et fils & Cie., die die Produktion von Beton und Beton-Bauteilen wieder aufnahm und nach dem Tod von François Coignet 1888 als Edmond Coignet et Cie. weiter am Baumarkt präsent war. Sie stellte auch auf der Weltausstellung 1878 wieder aus. Edmond wandte sich allerdings vom Stampfbeton ab und setzte auf Stahlbeton. Mit dem Architekten Jacques Hermant errichtete er in Paris zwei der ersten Stahlbetonbauten: das ehemalige Kaufhaus Aux Classes Laborieuses (85–87 Rue du Faubourg Saint-Martin) und den Salle Gaveau (Rue Saint-Honoré). Die Firma besteht weiter als Construction Edmond Coignet, ist heute aber eher in der Sanierung älterer Bausubstanz tätig.